# Проективные методики
Проекти́вные мето́дики (от лат. projectio «выбрасывание вперед») — один из методов психодиагностики, группа методик диагностики личности, для которых характерен в большей мере целостный, глобальный подход к оценке личности, а не выявление отдельных её черт.

## Специфика метода
Проективные методики основаны на выявлении различных проекций в данных эксперимента с последующей их интерпретацией. Понятие проекции для обозначения метода исследования ввёл Л. Франк. Проективный метод характеризуется созданием экспериментальной ситуации, допускающей множественность возможных интерпретаций при восприятии её испытуемыми. Наиболее существенным признаком проективных методик является использование в них неопределённых стимулов, которые испытуемый должен сам дополнять, интерпретировать, развивать и т. д. Так, испытуемым предлагается интерпретировать содержание сюжетных картинок, завершать незаконченные предложения, давать толкование неопределённых очертаний и т. п. В этой группе методик ответы на задания также не могут быть правильными или неправильными; возможен широкий диапазон разнообразных решений. При этом предполагается, что характер ответов обследуемого определяется особенностями его личности, которые «проецируются» в его ответах. Цель проективных методик относительно замаскирована, что уменьшает возможность испытуемого давать такие ответы, которые позволяют произвести желательное впечатление о себе. За каждой такой интерпретацией вырисовывается уникальная система личностных смыслов и особенностей когнитивного стиля субъекта. Метод обеспечивается совокупностью проективных методик (называемых также проективными тестами), среди которых различают: ассоциативные (например, тест Роршаха, тест Хольцмана, в которых испытуемые создают образы по стимулам — пятнам; тест завершения неоконченных предложений); интерпретационные (например, тематический апперцепционный текст, в котором требуется истолковать социальную ситуацию, изображённую на картине); экспрессивные (психодрама, тест рисунка человека, тест рисунка несуществующего животного М. З. Дукаревич). Совокупность использования проективных методик называется проективной психологией.

## Основные проективные методики
- Методики структурирования
  - Тест с использованием «клякс» (Х. Зиверта)
  - Тест Роршаха
  - Тест Хольцмана
  - Тест Цуллигера
- Методики интерпретации
  - Рисованный апперцептивный тест (РАТ)
  - Тест руки (Hand Test)
  - Тест фрустрационных реакций Розенцвейга
  - Тематический апперцептивный тест (ТАТ)
  - Детский апперцептивный тест (CAT)
  - Тест Сонди
  - Рисунок семьи
  - Метафорические (Ох-) карты
- Методики экспрессии
  - Психографический тест Либина
  - Тест Фрилинга
  - Цветовой тест отношений (ЦТО)
  - Тест Люшера
  - Рисунок несуществующего животного
  - Проективный рисунок человека
  - Дом-дерево-человек
  - Нейрографика
- Методики дополнения
  - Метод незаконченных предложений (Казачкова В. Г.)
  - Тест «Незаконченные предложения» Сакса — Леви